# Keury Mella
Keury Mella (né le 2 août 1993 à Bonao en République dominicaine) est un lanceur droitier de la Ligue majeure de baseball.

## Carrière
Keury Mella signe son premier contrat professionnel en septembre 2011 avec les Giants de San Francisco.
Considéré comme l'un des meilleurs lanceurs de ligues mineures dans l'organisation des Giants, Mella est néanmoins le 30 juillet 2015 échangé avec le joueur de champ extérieur Adam Duvall aux Reds de Cincinnati en retour du lanceur droitier Mike Leake, San Francisco espérant améliorer sa rotation de lanceurs partants pour décrocher une place en séries éliminatoires. Les Giants sont incapables de décrocher cette qualification, Leake quitte San Francisco après avoir joué deux mois pour l'équipe, alors que Duvall est une étoile inattendue pour les Reds en 2016 et que Mella fait avec Cincinnati ses débuts dans le baseball majeur le 20 septembre 2017.